# Jungeralm (Bad Gastein)
Die Jungeralm (auch Jungeralpe und Kressebenalm) ist eine Alm in der Gemeinde Bad Gastein im österreichischen Bundesland Salzburg.

## Lage und Charakteristik
Die Jungeralm liegt an den westlichen Hängen des Stubnerkogels in der Goldberggruppe. Sie befindet sich in der
Ortschaft Bad Gastein und in der Katastralgemeinde Böckstein. Sie ist dem Gruberbauer in Remsach zugehörig. Östlich der Alm fließt mit dem Rumpelbach ein rechtsseitiger Nebenbach des Angerbachs.
Eine Almhütte auf einer Höhe von 1777 m ü. A. Sie wird witterungsabhängig von Anfang Juni bis Ende September als Jausenstation betrieben. Im Sommer werden zudem zwei Doppelzimmer an Urlauber vermietet. Auf der Jungeralm werden Rinder gehalten und Käse hergestellt. Im Winter gibt es eine Schipiste. Über die Alm verläuft die Jungeralmbahn, eine 1656 Meter lange kuppelbare Vierer-Sesselbahn. Sie hat eine Fahrgeschwindigkeit von fünf Metern in der Sekunde und kann im Winter bis zu 2862 Personen in der Stunde und im Sommer bis zu 2003 Personen in der Stunde befördern.
Südöstlich der Almhütte gedeiht die Rostblättrige Alpenrose (Rhododendron ferrugineum). Entlang des Rumpelbachs wächst ein Grünerlen-Buschwald. Die Rotwild-Ruhezone der Schattbachalm westlich der Jungeralm darf von 1. November bis 31. Mai nicht betreten werden.

## Geschichte
Die ursprüngliche Almhütte befand sich etwa 200 m nordöstlich von ihrem heutigen Standort. Sie soll bereits im 17. Jahrhundert bestanden haben. Sie gehörte zum heute nicht mehr vorhandenen Jungerlehen in Anger, bis sie 1895 vom Gruberbauer gekauft wurde. Die Hütte wurde 1944 vollständig von einer Lawine zerstört. Ein Neubau, der knapp oberhalb der heutigen Hütte stand und auch als Röckhütte bezeichnet wurde, wurde 1947 fertiggestellt. Dieses Bauwerk brannte im Winter 1999 ab. Die heutige Almhütte wurde von 1999 bis 2002 errichtet.